# إيفا فونغ تشانغ
إيفا فونغ تشانغ (بالإنجليزية: Eva Fong Chang)‏ هي رسامة أمريكية، ولدت في 1 أبريل 1897، وتوفيت في 1991.